# Eugenie Forde
Eugenie Forde (New York, 22 giugno 1879 – Van Nuys, 5 settembre 1940) è stata un'attrice statunitense del cinema muto. Era madre dell'attrice Victoria Forde.

## Biografia
Nella sua carriera, Eugenie Forde, girò oltre un centinaio di film, tra corto e lungometraggi: debuttò nel 1911, alla Nestor Film Company. Agli esordi, fu protagonista di una serie di comiche tratte dalle strisce del disegnatore Harry Hershfield e prese parte a diversi film insieme alla figlia Victoria che divenne la quarta moglie di Tom Mix.

## Filmografia
La filmografia è completa. Quando manca il nome del regista, questo non viene riportato nei titoli
- Desperate Desmond Almost Succeeds, regia di Thomas Ricketts - cortometraggio (1911)
- Desperate Desmond Pursued by Claude Eclaire, regia di Tom Ricketts - cortometraggio (1911)
- Desperate Desmond Abducts Rosamond, regia di Tom Ricketts - cortometraggio (1911)
- Desperate Desmond Foiled by Claude Eclaire, regia di Tom Ricketts - cortometraggio (1911)
- Desperate Desmond Fails, regia di Tom Ricketts - cortometraggio (1912)
- Desperate Desmond on the Trail Again, regia di Tom Ricketts - cortometraggio (1912)
- Cupid and the Ranchman - cortometraggio (1912)
- Desperate Desmond at the Cannon's Mouth, regia di Thomas F. Ricketts - cortometraggio (1912)
- A Pair of Jacks - cortometraggio (1912)
- Across the Sierras, regia di Al Christie e Milton J. Fahrney - cortometraggio (1912)
- Her Indian Hero, regia di Al Christie, Jack Conway e Milton J. Fahrney - cortometraggio (1912)
- The Little Nugget - cortometraggio (1912)
- The Everlasting Judy, regia di Milton J. Fahrney - cortometraggio (1912)
- The Thespian Bandit - cortometraggio (1912)
- The Power of Melody - cortometraggio (1912)
- The Scalawag - cortometraggio (1912)
- A Gentleman of Fortune, regia di Milton J. Fahrney - cortometraggio (1912)
- The Alibi, regia di Milton J. Fahrney - cortometraggio (1912)
- Uncle Bill, regia di Milton J. Fahrney - cortometraggio (1912)
- The Girls and the Chaperone, regia di Al Christie - cortometraggio (1912)
- The Employer's Liability, regia di Henry Otto - cortometraggio (1912)
- The Lady Barber of Roaring Gulch, regia di Al Christie - cortometraggio (1912)
- His Sense of Duty, regia di Reginald Barker - cortometraggio (1912)
- A Frontier Providence, regia di Otis Turner - cortometraggio (1913)
- Sheridan's Ride, regia di Otis Turner - cortometraggio (1913)
- A Frontier Mystery - cortometraggio (1913)

- The Girls and Dad, regia di Al Christie - cortometraggio (1913)
- Hawkeye to the Rescue, regia di Al Christie - cortometraggio (1913)
- Jim's Atonement - cortometraggio (1913)

- The Path of Sorrow, regia di Bertram Bracken - cortometraggio (1913)
- Professor Oldboy's Rejuvenator - cortometraggio (1914)
- Robert Thorne Forecloses, regia di Burton L. King - cortometraggio (1915)
- The Eagle and the Sparrow, regia di Burton L. King - cortometraggio (1915)
- The Outlaw's Bride, regia di Tom Mix - cortometraggio (1915)
- Ma's Girls, regia di Tom Mix - cortometraggio (1915)
- The Legal Light, regia di Tom Mix - cortometraggio (1915)
- The Conversion of Smiling Tom, regia di Tom Mix - cortometraggio (1915)
- The Reaping, regia di Burton L. King - cortometraggio (1915)
- The Diamond from the Sky (serial), regia di Jacques Jaccard e William Desmond Taylor (1915)
- The Yellow Streak, regia di Burton L. King - cortometraggio (1915)
- Across the Desert, regia di Burton L. King - cortometraggio (1915)
- Mother's Birthday, regia di Burton L. King - cortometraggio (1915)
- Polishing Up Polly, regia di Burton L. King - cortometraggio (1915)
- Pals in Blue, regia di Tom Mix - cortometraggio (1915)
- The Doughnut Vender, regia di Burton L. King - cortometraggio (1915)
- The Great Question, regia di Tom Ricketts - cortometraggio (1915)
- Pardoned, regia di Tom Ricketts - cortometraggio (1915)
- Curly, regia di Donald MacDonald (1915)
- The Smugglers of Santa Cruz, regia di Donald MacDonald (1915)
- The White Rosette, regia di Donald MacDonald (1916)
- True Nobility, regia di Donald MacDonald (1916)
- Lying Lips, regia di Edward Sloman (1916)
- The Courtesan, regia di Arthur Maude (1916)
- Purity, regia di Rae Berger (1916)
- The Light, regia di William C. Dowlan (1916)
- Power of the Cross, regia di Burton L. King - cortometraggio (1916)
- Converging Paths, regia di Burton L. King - cortometraggio (1916)
- Only a Rose, regia di Burton L. King - cortometraggio (1916)
- The Undertow, regia di Frank Thorne (1916)
- Out of the Shadows, regia di Burton L. King - cortometraggio (1916)
- So Shall Ye Reap, regia di Burton L. King - cortometraggio (1916)
- The Girl Detective, regia di Burton L. King - cortometraggio (1916)
- Hedge of Heart's Desire, regia di Burton L. King - cortometraggio (1916)
- Lonesome Town, regia di Thomas N. Heffron (1916)
- The Innocence of Lizette, regia di James Kirkwood (1916)
- In Payment of the Past
- The Gentle Intruder, regia di James Kirkwood (1917)
- Annie-for-Spite, regia di James Kirkwood (1917)
- The Upper Crust, regia di Rollin S. Sturgeon (1917)
- Annie-for-Spite
- Charity Castle, regia di Lloyd Ingraham (1917)
- Conscience, regia di Bertram Bracken (1917)
- The Girl o' Dreams (1918)
- Cupid's Roundup, regia di Edward LeSaint (1918)
- A Regular Patsy (1918)
- Widow's Might (1918)
- Wives and Other Wives, regia di Lloyd Ingraham (1918)
- Fair Enough, regia di Edward Sloman (1918)
- Sis Hopkins, regia di Clarence G. Badger (1919)
- The Man Who Turned White, regia di Park Frame (1919)
- Tempest Cody Hits the Trail, regia di Jacques Jaccard (1919)
- Strictly Confidential, regia di Clarence G. Badger (1919)
- Bonnie Bonnie Lassie, regia di Tod Browning (1919)
- Sic-Em, regista di Frederick Sullivan (1920)
- The Virgin of Stamboul, regia di Tod Browning (1920)
- The Road to Divorce, regia di Phil Rosen (1920)
- A Tokyo Siren, regia di Norman Dawn (1920)
- See My Lawyer, regia di Al Christie (1921)
- Southern Exposure, regia di Frederick Sullivan (1921)
- Avvoltoi della foresta (A Ridin' Romeo), regia di George Marshall (1921)
- Wild and Willie, regia di Scott Sidney (1921)
- Saving Sister Susie, regia di Scott Sidney (1921)
- Fortune's Mask, regia di Robert Ensminger (1922)
- Ladro d'amore (Cameo Kirby ), regia di John Ford (1923)
- Blow Your Own Horn, regia di James W. Horne (1923)
- Kidding Katie, regia di Scott Sidney (1923)
- Ragione per cui (Memory Lane), regia di John M. Stahl (1926)
- That's My Baby, regia di William Beaudine (1926)
- Captain Salvation, regia di John S. Robertson (1927)
- Wilful Youth, regia di Dallas M. Fitzgerald (1927)